# Берковац (Мионица)
Берковац је насеље у Србији у општини Мионица у Колубарском округу. Према попису из 2022. било је 331 становник.

## Историја
Први помен села је забележен у турском попису (тефтеру) за хиџретску 934. годину, тј. 1527/1528. годину по садашњем рачунању времена.

Транскрибован на модерни турски, са османске арабице, унос са 227. странице тефтера TD 144 је гласио овако:
Berkofça karye, Valyeva nahiye - Село Берковица (или Берковац), Нахија Ваљево
- Берковац - панорама
- Берковац - панорама
- Берковац - панорама
- Берковац - панорама
- Берковац - панорама
- Берковац - панорама

## Демографија
У насељу Берковац живи 481 пунолетни становник, а просечна старост становништва износи 45,9 година (44,6 код мушкараца и 47,3 код жена). У насељу има 190 домаћинстава, а просечан број чланова по домаћинству је 2,97.
Ово насеље је великим делом насељено Србима (према попису из 2002. године), а у последња три пописа, примећен је пад у броју становника.
|  |

| Демографија | Демографија | Демографија |
| Година      | Становника  | Становника  |
| ----------- | ----------- | ----------- |
| 1948.       | 820         |             |
| 1953.       | 858         |             |
| 1961.       | 809         |             |
| 1971.       | 747         |             |
| 1981.       | 679         |             |
| 1991.       | 595         | 578         |
| 2002.       | 564         | 580         |

| Етнички састав према попису из 2002.‍ | Етнички састав према попису из 2002.‍ | Етнички састав према попису из 2002.‍ | Етнички састав према попису из 2002.‍ | Етнички састав према попису из 2002.‍ |
| ------------------------------------ | ------------------------------------ | ------------------------------------ | ------------------------------------ | ------------------------------------ |
|                                      |                                      |                                      |                                      |                                      |
| Срби                                 | Срби                                 |                                      | 551                                  | 97,69%                               |
| Југословени                          | Југословени                          |                                      | 2                                    | 0,35%                                |
| Црногорци                            | Црногорци                            |                                      | 1                                    | 0,17%                                |
| Немци                                | Немци                                |                                      | 1                                    | 0,17%                                |
| непознато                            | непознато                            |                                      | 2                                    | 0,35%                                |

| Година пописа     | 1948. | 1953. | 1961. | 1971. | 1981. | 1991. | 2002. |
| ----------------- | ----- | ----- | ----- | ----- | ----- | ----- | ----- |
| Број домаћинстава | 144   | 155   | 166   | 187   | 187   | 175   | 190   |

| Број чланова      | 1  | 2  | 3  | 4  | 5  | 6  | 7 | 8 | 9 | 10 и више | Просек |
| ----------------- | -- | -- | -- | -- | -- | -- | - | - | - | --------- | ------ |
| Број домаћинстава | 49 | 54 | 26 | 19 | 15 | 17 | 8 | 0 | 1 | 1         | 2,97   |

| Пол    | Укупно | Неожењен/Неудата | Ожењен/Удата | Удовац/Удовица | Разведен/Разведена | Непознато |
| ------ | ------ | ---------------- | ------------ | -------------- | ------------------ | --------- |
| Мушки  | 243    | 65               | 148          | 19             | 8                  | 3         |
| Женски | 247    | 35               | 148          | 57             | 4                  | 3         |
| УКУПНО | 490    | 100              | 296          | 76             | 12                 | 6         |

| Пол    | Укупно                    | Пољопривреда, лов и шумарство | Рибарство                            | Вађење руде и камена | Прерађивачка индустрија       |
| ------ | ------------------------- | ----------------------------- | ------------------------------------ | -------------------- | ----------------------------- |
| Мушки  | 157                       | 113                           | 0                                    | 2                    | 10                            |
| Женски | 96                        | 63                            | 0                                    | 0                    | 1                             |
| УКУПНО | 253                       | 176                           | 0                                    | 2                    | 11                            |
| Пол    | Производња и снабдевање   | Грађевинарство                | Трговина                             | Хотели и ресторани   | Саобраћај, складиштење и везе |
| Мушки  | 0                         | 6                             | 4                                    | 10                   | 4                             |
| Женски | 0                         | 0                             | 7                                    | 14                   | 0                             |
| УКУПНО | 0                         | 6                             | 11                                   | 24                   | 4                             |
| Пол    | Финансијско посредовање   | Некретнине                    | Државна управа и одбрана             | Образовање           | Здравствени и социјални рад   |
| Мушки  | 0                         | 0                             | 1                                    | 0                    | 0                             |
| Женски | 0                         | 1                             | 1                                    | 2                    | 3                             |
| УКУПНО | 0                         | 1                             | 2                                    | 2                    | 3                             |
| Пол    | Остале услужне активности | Приватна домаћинства          | Екстериторијалне организације и тела | Непознато            | Непознато                     |
| Мушки  | 0                         | 0                             | 0                                    | 7                    | 7                             |
| Женски | 0                         | 0                             | 0                                    | 4                    | 4                             |
| УКУПНО | 0                         | 0                             | 0                                    | 11                   | 11                            |

### Презимена
- Николић - Православци, славе Св. Николу
- Радојичић — Православци, славе Св. Јована[5]